# Pidhorodne
Pidhorodne (in ucraino Підгородне?; in russo Подгородное?, Podgorodnoe) è una città (19 138 abitanti) nel distretto di Dnipro, nell'oblast' di Dnipropetrovs'k, in Ucraina. Ospita l'amministrazione della comunità distrettuale di Pidhorodne, una delle comunità territoriali dell'Ucraina.